# Književnost u 1913.
◄◄ | ◄ | 1910. | 1911. | 1912. | 1913.  | 1914. | 1915. | 1916. | ► | ►►
Arhitektura • Astronomija • Biologija • Film • Fotografija • Glazba • Kazalište • Kemija • Kiparstvo • Knjige • Književnost • Kršćanstvo • Meteorologija • Medicina • Planinarstvo • Politika • Pravo • Promet • Slikarstvo • Strip • Šport • Televizija • Znanost • Zrakoplovstvo • Željeznički promet
Književnost u 1913.

## Svijet

### Književna djela
- Pigmalion Georgea Bernarda Shawa

### Nagrade i priznanja
- Nobelova nagrada za književnost:

### Rođenja
- 7. studenog – Albert Camus, francuski književnik i filozof († 1960.)

## Hrvatska i u Hrvata

### Književna djela
- Čudnovate zgode šegrta Hlapića Ivane Brlić-Mažuranić

### Rođenja
- 22. veljače – Ranko Marinković, hrvatski književnik i akademik († 2001.)

### Smrti
- 21. ožujka – Ivan Goran Kovačić, hrvatski pjesnik, pripovjedač, esejist, prevoditelj, novinar, publicist i kritik († 1943.)

## Vanjske poveznice
|  | Zajednički poslužitelj ima još gradiva o temi Književnost u 1913. |